# Spilosoma lucida
Spilosoma lucida är en fjärilsart som beskrevs av Druce 1898. Spilosoma lucida ingår i släktet Spilosoma och familjen björnspinnare. Inga underarter finns listade i Catalogue of Life.